# Джэксон (округ, Техас)
Округ Джэксон (англ. Jackson County) — округ штата Техас Соединённых Штатов Америки. На 2000 год в нём проживало 14 391 человек. По оценке бюро переписи населения США в 2008 году население округа составляло 14 146 человек. Окружным центром является город Эдна.

## История
Округ Джэксон был сформирован в 1836 году. Он был назван в честь Эндрю Джексона, седьмого президента США.

## География
По данным бюро переписи населения США площадь округа Джэксон составляет 2220 км², из которых 2148 км² — суша, а 72 км² — водная поверхность (3,21 %).

## Населённые пункты
- Города: Эдна, Ганадо, Ла-Уорд
- Статистически обособленные местности: Лолита, Вандербилт